# Enric Jardí i Casany
|  | Aquest article tracta sobre el crític d'art; per al dissenyador, vegeu l'article Enric Jardí |

Enric Jardí i Casany (Barcelona, 19 de novembre de 1924 - 21 d'octubre de 1998) advocat, assagista i historiador català.

## Biografia
Fill de l'advocat i ateneista Enric Jardí i Miquel (1880-1941), i de Josefa Casany i Redortra (1892-1975), després d'estudiar dret a la Universitat de Barcelona, va ampliar estudis a París, Cambridge i Londres, i es doctorà en dret. Advocat de professió, el 1950 va participar en la fundació de la Societat Catalana d'Estudis Jurídics, Econòmics i Socials. Va escriure una cinquantena llarga de llibres sobre diferents vessants de la història: història en general, biografia (per exemple, Francesc Cambó, Folch i Torres, Eugeni d'Ors, Prat de la Riba, Francesc Macià i Puig i Cadafalch), història de l'art (Isidre Nonell, Joaquim Mir, Joaquim Torres-Garcia, Pere Pruna, Ramon Calsina) i història de l'ordenament jurídic. Va publicar articles a revistes i diaris com Miramar, Ariel, Serra d'Or, Avui, El País i La Vanguardia.
Gran coneixedor del Noucentisme, del que tenia no sols informació erudita sinó familiar, ja que el seu pare era un personatge notable d'aquell moviment, va publicar-ne un llibre sintètic però polièdric (El Noucentisme, 1980) i la seva biografia d'Eugeni d'Ors (1967) continua essent obra de referència sobre el gran assagista i agitador cultural.
Membre de la Reial Acadèmia Catalana de Belles Arts de Sant Jordi i de la Societat Econòmica Barcelonesa d'Amics del País, va rebre la Creu de Sant Jordi.
Casat amb Conxita Soler i Sala (1927-2020), filla de l'advocat i crític d'art vilafranquí Josep Soler i Poch, el matrimoni tingué sis fills: Berta, Eulàlia, Pia, Carlota, Enric i Mireia.

## Llibres
- La responsabilitat civil derivada de l'acte il·lícit. Barcelona: Bosch, 1957
- Nonell i altres assaigs. Barcelona: Editorial Selecta, 1958
- Antoni Puigblanch. Els precedents de la Renaixença .Barcelona: Editorial Aedos, 1960
- Urbanisme .Barcelona: Editorial Dalmau, 1962
- Esquema d'una sociologia de l'art .Barcelona: Dalmau, 1962
- Els catalans a les Corts de Cadis. Barcelona: Dalmau, 1963
- Un altre Laocoont. Reflexions sobre els límits de les arts plàstiques .Barcelona: Ariel, 1963
- La ciutat de les bombes .Barcelona: Editorial Dalmau, 1964
- El planeamiento urbanístico. (tesi doctoral). Barcelona: Bosch, 1966
- Tres diguem-ne desarrelats. Pijoan. Ors. Gaziel. Barcelona: Editorial Selecta, 1966
- Eugeni d'Ors. Vida i Obra Barcelona: Aymà, S.A. Editora, 1967
- El usufructo de regencia. Barcelona: Bosch, 1971
- Història de Els quatre gats. Barcelona: Editorial Aedos, 1972
- Les arts plàstiques a Catalunya en el darrer segle. Palma: Editorial Moll, 1973
- Torres García Barcelona: Ediciones Polígrafa, 1973
- Les doctrines jurídiques, polítiques i socials d'Enric Prat de la Riba .Barcelona: Institut d'Estudis Catalans, 1974
- Amb J.M. Ainaud de Lasarte Prat de la Riba: home de govern. Barcelona: 1973
- El Doctor Robert i el seu temps .Barcelona: Editorial Aedos, 1975
- Puig i Cadafalch. Arquitecte, polític i historiador de l'art .Barcelona: Ariel, 1975
- Nonell Barcelona: Ediciones Polígrafa, 1975
- Joaquim Mir Barcelona: Ediciones Polígrafa, 1975 (castellà)
- Història del Cercle Artístic de Sant Lluc. Barcelona: Edicions Destino, 1976
- Francesc Macià. El camí de la llibertat (1905-1931) Barcelona: Aymà, 1977
- Las Bellas Artes. Barcelona: Diputación Provincial de Barcelona, 1977
- Jaume Mercadé. Pintor d'una tierra Barcelona: Ediciones Polígrafa, 1978
- Cinquanta anys de llum de gas. Barcelona a la segona meitad del segle XIX. Barcelona:Catalana de Gas i Electricitat, 1978
- El vidrio y su historia. Barcelona: Compañía Roca-Radiadores, S.A., 1978
- Gimeno Barcelona: Edicions de Nou Art Thor, 1979
- Quim Borralleras i els seus amics Barcelona: Ajuntament de Barcelona, 1979
- Francesc Macià. President de Catalunya Barcelona: Publicacions de lAbadia de Montserrat, 1981
- El pensament de Prat de la Riba Barcelona: Editorial Alpha, 1983
- Els moviments d'avantguarda de Barcelona Barcelona: Edicions del Cotal, 1983
- El cartellisme a Catalunya, amb fotografies de Ramon Manent Barcelona: Edicions Destino, 1983
- Pijoan. Barcelona: Edicions de Nou Art Thor, 1983
- Quatre escriptors marginats. Jaume Brossa, Diego Ruiz, Ernest Vendrell i Cristòfor de Domènech Barcelona: Curial, 1985
- Gimeno Barcelona: Àmbit Serveis Editorials, 1985
- D'Ors . Barcelona: edicions de Nou Art Thor, 1985
- Nou converses amb Jordi Mercadé Barcelona: Pòrtic, 1985
- Joaquim Mir. Barcelona: Edicions Polígrafa, 1989 (primera edició catalana amb text ampliat i l'increment de 43 noves il·lustracions en color respecte de la primera edició en castellà de l'any 1975)
- Història del Col·legi d'Advocats de Barcelona Barcelona: Col·legi d'Advocats de Barcelona, 1989. 2 volums
- Eugeni d'Ors: Obra i vida Barcelona: Quaderns Crema, 1990
- Amb Ramon Calsina, fill Calsina Barcelona: Tecnograf, 1990
- Muxart. Barcelona: Art Gallery, 1990
- Lluís Companys. President de la Generalitat .Lleida: Consell Comarcal de l'Urgell, 1991
- Francesc Macià Barcelona: Edicions 62, 1991
- Paul Klee Barcelona: Ediciones Polígrafa, 1990 (edicions en japonès i alemany de 1993)
- Pere Pruna. L'artista que aspirava a la gràcia Barcelona: Àmbit Serveis Editorials, 1992
- Rafael Barradas a Catalunya i altres artistes que passaren la mar Barcelona: Generalitat de Catalunya.Comissió Amèrica i Catalunya, 1992
- Francesc Macià. Barcelona: Edicions 62 i Cercle de Lectors, 1994
- Cambó. Perfil biogràfic" Barcelona: Editorial Pòrtic, 1995
- Els Folch i Torres i la Catalunya del seu temps Barcelona: Publicacions de l'Abadia de Monserrat, 1995
- Companys i el 6 d'octubre. Barcelona: Proa, 1997
- El desastre colonial i Catalunya. Barcelona: Pòrtic, 1998
- El meu pare i el seu món Barcelona: Publicacions de lAbadia de Montserrat, 1999

## Traduccions
Bertrand Russell. El conflicte entre la tècnica i la natura humana. Barcelona: Editorial Dalmau, 1963

## Premis i altres distincions
- Premi Duran i Bas de l'Institut d'Estudis Catalans 1958 per La responsabilitat civil derivada de l'acte il·lícit
- Premi Raixa 1973 per Història de les arts plàstiques a Catalunya en el darrer segle
- Premi Reynals de l'Il·lustre Col·legi d'Advocats de Barcelona 1973 per Prat de la Riba, home de govern (escrit amb Josep M. Ainaud de Lasarte)
- Premi Iluro de Monografia Històrica 1974 per Puig i Cadafalch, arquitecte, polític i historiador de l'art.
- Premi de Biografia Aedos 1975 per El Dr. Robert i el seu temps
- Premi Josep Pla 1975 per Història del Cercle Artístic de Sant Lluc
- Premi Josep Pla d'assaig sobre literatura catalana de la Biblioteca Josep Pla de Palafrugell 1983 per Quatre escriptors marginats. Jaume Brossa, Diego Ruiz, Ernest Vendrell i Cristòfor de Domènech
- Creu de Sant Jordi 1987
- Creu de Sant Ramon de Penyafort 1987
- Premi President Companys 1990 per Lluís Companys president de la Generalitat